# 現代の音楽 (NHK)
現代の音楽（げんだいのおんがく）は、NHK-FMで1957年4月7日から長年放送されている日本国内唯一の現代音楽のラジオ番組である。

## 概要
戦後間もない1946年のラジオ番組「日本の音楽」などを前身として、1957年より現在の番組名としてラジオ第2で放送が始まり、その後FMに移設された。2007年11月25日には、放送50周年記念として4時間50分にわたり日本の現代音楽作曲家の歴史を振り返る内容の特別番組を、西村と白石の二人で放送した。
これまで柴田南雄、上浪渡、近藤譲、白石美雪、西村朗、猿谷紀郎などが歴代の解説を務め、2015年4月からは西村が再び解説を担当した。近年では前衛の古典、すでに亡くなった日本の大家と考えられる作品のオンエアも増えている。
2023年9月をもって西村が番組を降板する発表がなされ、後任を白石美雪が再度担当することが発表された。まもなく、2023年9月7日に西村は死去。2週にわたる追悼番組を白石、沼野雄司の2人で行い、10月より白石の解説に移行した。
現在の体制は日本における現代音楽のライヴ演奏から抽出することが主になっているが、以前には現音作曲新人賞の本選会のオンエア、ニューディスクの紹介、果てはロシアやインドネシアの作曲家の紹介などもあった。2016年の放送では作曲家を招いてインタビューを行い、その後に音源を放送する形式をとることもある。
現在は放送時間が50分で、音源が放送されている時間は40分ほどに制作されることが多い。局の方針として、武満徹作曲賞の全ファイナリストの楽曲はすべてノーカットで放送されている。ただし、白石美雪単独司会時代に行われたインターナショナル・ロストラム・オブ・コンポーザーズの音源をすべてかけるということは2023年現在は行っていない。

## 放送リスト

### 2003-2015年(選)
|                            | 内容                                                                 | 備考 |
| -------------------------- | -------------------------------------------------------------------- | --- |
| 2003年5月4日 午後6:00      | － 東京混声合唱団定期演奏会から －（１）                             | （司会）白石 美雪・西村 朗 「ジ・アザー・サイド」原田敬子・作曲 「ミチザネの讃岐」大岡 信・作詞、一柳 慧・作曲 （ピアノ）中嶋 香（合唱）東京混声合唱団 ～東京文化会館で収録～ |
| 2003年9月14日 午後6:00     | － 権代敦彦の世界 －                                                 | （司会）白石 美雪・西村 朗【ゲスト】権代 敦彦 「終わりの始まり／終わりの後で」権代敦彦・作曲（演奏）いずみシンフォニエッタ大阪（指揮）飯森 範親 ～大阪・いずみホールで収録～ 「愛の儀式」権代敦彦・作曲（管弦楽）ＮＨＫ交響楽団（指揮）マティアス・バーメルト ～東京オペラシティ・コンサートホールで収録～ |
| 2003年9月21日 午後6:00     | － 日本のオーケストラ作品の系譜 －～武満 徹～（２）                  | （司会）西村 朗「地平線のドーリア」武満 徹・作曲（管弦楽）読売日本交響楽団（指揮）若杉 弘＜ビクター ＶＩＣＣ－２３０１４＞「ピアノと管弦楽のための弧 第一部」武満 徹・作曲（ピアノ）一柳 慧（管弦楽）読売日本交響楽団（指揮）岩城 宏之＜ビクター ＶＩＣＣ－２３０１４＞ 「ピアノと管弦楽のための弧 第二部」武満 徹・作曲（ピアノ）一柳 慧（管弦楽）読売日本交響楽団（指揮）若杉 弘＜ビクター ＶＩＣＣ－２３０１４＞ |
| 2003年11月9日午後6:00      | － クセナキス・アンサンブル －（２）                                 | （司会）白石 美雪・西村 朗 「パイロット・ライト」ウィレム・ブロイカー作曲（チェンバロ）エリザベート・ホイナツカ 「バイオリン協奏曲“リティ”」フランチェスコーニ作曲（バイオリン）辻 美舟（演奏）クセナキス・アンサンブル（指揮）ディエゴ・マッソン ～神奈川県立音楽堂で収録～ |
| 2012年9月30日(日) 午後6:00 | － 音の現在（いま）～アンドリュー・シュルツ －（２）                 | （司会）猿谷紀郎 「スティック・ダンス３」アンドリュー・シュルツ作曲（８分００秒）（バイオリン）ミシェル・ウォルシュ（クラリネット）ポール・ディーン（ピアノ）ステファン・エマーソン＜Ｔａｌｌ Ｐｏｐｐｉｅｓ Ｒｅｃｏｒｄｓ ＴＰ１７１＞ 「冬の大地」アンドリュー・シュルツ作曲（１２分１０秒）（ビブラフォン）クレア・エドワーズ＜Ｔａｌｌ Ｐｏｐｐｉｅｓ Ｒｅｃｏｒｄｓ ＴＰ１９３＞ 「メフィスト」アンドリュー・シュルツ作曲（２１分４５秒）（フルート）ソニア・クルーシェ（クラリネット）ナイジェル・セイビン（ギター）カレン・シャウプ（バイオリン）ミシェル・ウォルシュ（ビオラ）パトリシア・ポレット（コントラバス）ベリンダ・ケンドール・スミス（指揮）グウィン・ロバーツ＜Ｔａｌｌ Ｐｏｐｐｉｅｓ Ｒｅｃｏｒｄｓ ＴＰ０６５＞ |
| 2015年7月5日(日)           | - シリーズ“21世紀への潮流”ノーノ -(1)                                | 楽曲「愛の歌」ノーノ:作曲（指揮）クラウディオ・アバド、（管弦楽）ウィーン・フィルハーモニー管弦楽団、（合唱）ウィーン・ジュネス合唱団（５分０４秒）＜Ｕｎｉｖｅｒｓａｌ ＰＯＣＧ－３０１３７＞「断ちきられた歌」ノーノ:作曲（指揮）クラウディオ・アバド、（管弦楽）ベルリン・フィルハーモニー管弦楽団、（ソプラノ）バーバラ・ボニー、（メゾ・ソプラノ）ズザンネ・オットー、（テノール）マレク・トルツェフスキ、（合唱）ベルリン放送合唱団 （２８分０８秒）＜Ｓｏｎｙ ＳＲＣＲ ９３０８＞ 「エミリオ・ヴェドヴァをたたえて（テープ音楽）」ノーノ:作曲（４分２８秒）＜Ｗｅｒｇｏ ＷＥＲ ６２２９－２＞ |
| 2015年7月12日（日）        | - シリーズ“21世紀への潮流”ノーノ -(2)                                | |
| 2015年7月19日（日）        | －最近の公演から 東京シンフォニエッタ ～知られざる名作を聞く－（１） | 西村朗，【ゲスト】板倉康明愛の階層～１３人の演奏家のための」クリスチャン・メーソン:作曲（指揮）板倉康明、（管弦楽）東京シンフォニエッタ（１３分４０秒） 「愉快に生きるための地上の広大なる空間」エリック・モンタルベッティ:作曲（指揮）板倉康明、（管弦楽）東京シンフォニエッタ（１５分３０秒） 「愛の階層～１３人の演奏家のための」クリスチャン・メーソン：作曲，（指揮）板倉康明，（管弦楽）東京シンフォニエッタ，「愉快に生きるための地上の広大なる空間」エリック・モンタルベッティ：作曲，（指揮）板倉康明，（管弦楽）東京シンフォニエッタ ～～東京文化会館で収録～（２０１５年７月１０日）～ |
| 2015年7月26日（日）        | －最近の公演から 東京シンフォニエッタ ～知られざる名作を聞く－（２） | 西村朗，【ゲスト】板倉康明「暗号Ⅱ 打ち砕かれるべき沈黙」ウォルフガング・リーム:作曲（指揮）板倉康明、（管弦楽）東京シンフォニエッタ（１３分３０秒） 「ダ・カーポ マリンバソロとアンサンブルのための」ペーテル・エトベシュ:作曲 （マリンバ）和田光世、（指揮）板倉康明、（管弦楽）東京シンフォニエッタ（１７分２３秒） 詳細「暗号Ⅱ打ち砕かれるべき沈黙」ウォルフガング・リーム：作曲，（指揮）板倉康明，（管弦楽）東京シンフォニエッタ，「ダ・カーポマリンバソロとアンサンブルのための」ペーテル・エトベシュ：作曲，（マリンバ）和田光世，（指揮）板倉康明，（管弦楽）東京シンフォニエッタ ～～東京文化会館で収録～（２０１５年７月１０日）～                                                                                           |
| 2015年8月2日（日）         | - シリーズ“21世紀への潮流”ペンデレツキ -(1)                          | |
| 2015年8月16日（日）        | - 作曲家に聞く～藤倉大氏を招いて～ -(1)                              | |
| 2015年8月23日（日）        | - 作曲家に聞く～藤倉大氏を招いて～ -(2)                              | |
| 2015年9月6日（日）         | － シリーズ“２１世紀への潮流”ルトスワフスキ －（１）                 | （司会）西村朗楽曲「交響曲 第１番」ルトスワフスキ:作曲（管弦楽）ロサンゼルス・フィルハーモニー管弦楽団、（指揮）エサ・ペッカ・サロネン（２４分００秒）＜ＳＯＮＹ ＳＩＣＣ１６２３－４＞ 「パガニーニの主題による変奏曲」ルトスワフスキ:作曲（ピアノ）マルタ・アルゲリッチ、（ピアノ）ネルソン・フレーレ（５分１５秒）＜ＰＨＩＬＩＰＳ ４１１ ０３４－２＞ 「弦楽のための５つの旋律」ルトスワフスキ:作曲（管弦楽）オストロボスニア室内管弦楽団、（指揮）ユハ・カンガス（４分２５秒）＜キング ＫＫＣＣ－４０８５＞ |
| 2015年9月13日(日) 午前8:10 | － シリーズ“２１世紀への潮流”ルトスワフスキ －（２）                 | （司会）西村朗楽曲「管弦楽のための協奏曲」ルトスワフスキ:作曲（管弦楽）クリーブランド管弦楽団、（指揮）クリストフ・フォン・ドホナーニ（２７分２５秒）＜ポリドール ＰＯＣＬ－３３０６＞ 「葬送の音楽」ルトスワフスキ:作曲（管弦楽）クリーブランド管弦楽団、（指揮）クリストフ・フォン・ドホナーニ（１２分４０秒）＜ポリドール ＰＯＣＬ－１２２５＞ |
| 2015年10月4日（日）        | － シリーズ“２１世紀への潮流”ルトスワフスキ －（３）                 | |
| 2015年11月15日（日）       | － 音楽のエッセンツィア －（１）                                     | |
| 2015年11月25日（日）       | -ハンス・ウェルナー・ヘンツェをしのんで-                             | |
| 2015年12月6日(日)          | － シリーズ“２１世紀への潮流”リゲティ －（３）                       | |

### 2016年(選)
| 放送日                     | 内容                                               | 備考 |
| -------------------------- | -------------------------------------------------- | --- |
| 2016年2月7日(日) 午前8:10  | － シリーズ“２１世紀への潮流”ユン・イサン －（１） | （司会）西村朗楽曲「イマージュ」ユン・イサン:作曲（フルート）オーレール・ニコレ、（オーボエ）ハインツ・ホリガー、（バイオリン）ハンスハインツ・シュネーベルガー、（チェロ）トーマス・デメンガ（２０分１５秒）＜ＣＡＭＥＲＡＴＡ ２５ＣＭ２３３－２３６＞ 「ムアク」ユン・イサン:作曲（管弦楽）ザールブリュッケン放送交響楽団、（指揮）ハンス・ツェンダー（１８分２０秒）＜ＣＡＭＥＲＡＴＡ ２５ＣＭ２３３－２３６＞ |
| 2016年2月14日(日) 午前8:10 | － シリーズ“２１世紀への潮流”ユン・イサン －（２） | 「ピリ」ユン・イサン:作曲（オーボエ）ハインツ・ホリガー（１１分００秒）＜ＤＥＮＯＮ ＣＯＣＯ－８５０２６＞ 「チェロ協奏曲」ユン・イサン:作曲（チェロ）ジークフリート・パルム、（管弦楽）ベルリン放送交響楽団、（指揮）ハンス・ツェンダー（２９分２０秒）＜ＣＡＭＥＲＡＴＡ ３２ＣＭ２２＞ |
| 2016年4月3日(日) 午前8:10  | － シリーズ“２１世紀への潮流”ベリオ －（１）       | （司会）西村朗 楽曲「交響曲 第２番から 第３楽章（抜粋）」マーラー:作曲（管弦楽）ニューヨーク・フィルハーモニック、（指揮）レナード・バーンスタイン（３分１５秒）＜ＤＧ ＰＯＣＧ１５８６／７＞ 「シンフォニア」ベリオ:作曲（声楽アンサンブル）エレクトリック・フェニックス、（管弦楽）ロイヤル・コンセルトヘボウ管弦楽団、（指揮）リッカルド・シャイー（３１分００秒）＜ＬＯＮＤＯＮ ＰＯＣＬ－１０３０＞ |
| 2016年7月3日(日) 午前8:10  | － シリーズ“２１世紀への潮流”ケージ －（３）       | （司会）西村朗【ゲスト】白石美雪 楽曲 「プリペアド・ピアノと室内オーケストラのための協奏曲から 第３楽章」ケージ:作曲（ピアノ）スティーヴン・ドゥルーリー、（演奏）カリサンピアン・コンソート、（指揮）チャールス・ペルツ（５分００秒）＜ｍｏｄｅ ５７＞ 「ラジオのための音楽」ケージ:作曲（演奏）フアン・ヒダルゴ、（演奏）ワルター・マルケッティ、（演奏）ジャンニ・エミリオ・シモネッティ、（演奏）デメトリオ・ストラトス（６分１０秒）＜ＣＲＡＭＰＳ ＲＥＣＯＲＤＳ ＣＲＳＣＤ１０１＞ 「アリア」ケージ:作曲（メゾ・ソプラノ）リンダ・ハースト（９分００秒）＜Ｖｉｒｇｉｎ ＶＪＣＣ－２３３７＞ 「エチュード・オストラルⅧ」ケージ:作曲（ピアノ）フランチェスコ・トリスターノ（５分００秒）＜ＤＧ ＵＣＣＧ１５３７＞ |

### 2020年
| 放送日         | 内容                                                                      | 備考                                                      |
| -------------- | ------------------------------------------------------------------------- | --------------------------------------------------------- |
| 1月5日（日）   | 選▽サクソフォーン奏者 須川展也を迎えて(1)                                 |                                                           |
| 1月12日（日）  | 選▽サクソフォーン奏者 須川展也を迎えて(2)                                 |                                                           |
| 1月19日（日）  | 最近の公演から▽「ペガサス・コンサート・シリーズ」山田岳(1)                |                                                           |
| 1月26日（日）  | 最近の公演から▽「ペガサス・コンサート・シリーズ」山田岳(2)                |                                                           |
| 2月2日（日）   | 21世紀の様相 ハインツ・ホリガーの音楽①                                    |                                                           |
| 2月9日（日）   | 21世紀の様相 ハインツ・ホリガーの音楽②                                    |                                                           |
| 2月16日（日）  | 最近の公演から▽「四人組とその仲間たち」室内楽コンサート(1)                |                                                           |
| 2月23日（日）  | 最近の公演から▽「四人組とその仲間たち」室内楽コンサート(2)                |                                                           |
| 3月1日（日）   | 21世紀の様相 ペーテル・エトヴェシュの音楽①                                |                                                           |
| 3月8日（日）   | 21世紀の様相 ペーテル・エトヴェシュの音楽②                                |                                                           |
| 3月15日（日）  | 作曲家・加古隆の世界(1)                                                   |                                                           |
| 3月22日（日）  | 作曲家・加古隆の世界(2)                                                   |                                                           |
| 3月29日（日）  | 日本の秀作 山田泉                                                         |                                                           |
| 4月5日（日）   | 21世紀の様相▽カイヤ・サーリアホの音楽(1)                                  |                                                           |
| 4月12日（日）  | 21世紀の様相▽カイヤ・サーリアホの音楽(2)                                  |                                                           |
| 4月19日（日）  | 最近の公演から 山澤慧チェロ・リサイタル(1)                                |                                                           |
| 4月26日（日）  | 最近の公演から 山澤慧チェロ・リサイタル(2)                                |                                                           |
| 5月3日（日）   | 20世紀・現代音楽の系譜 第1回 未知の世界へ                                 | 新シリーズ。                                              |
| 5月10日（日）  | 20世紀・現代音楽の系譜 第2回 表現主義                                     |                                                           |
| 5月17日（日）  | 選▽作曲家・加古隆の世界(1)                                                | 当初の予定「會田瑞樹パーカッションリサイタル①」から変更。 |
| 5月24日（日）  | 選▽作曲家・加古隆の世界(2)                                                | 当初の予定「會田瑞樹パーカッションリサイタル②」から変更。 |
| 5月31日（日）  | 追悼 ペンデレツキ                                                         | 当初の予定「日本の秀作 伊福部昭」から変更。               |
| 6月7日（日）   | 20世紀・現代音楽の系譜 第3回 十二音技法の誕生                             |                                                           |
| 6月14日（日）  | 20世紀・現代音楽の系譜 第4回 十二音技法の展開その1 アントン・ウェーベルン |                                                           |
| 6月21日（日）  | 20世紀・現代音楽の系譜 第5回 十二音技法の展開その2 アルバン・ベルク       |                                                           |
| 6月28日（日）  | 今できることを〜作曲家からのメッセージ〜                                  | ゲスト：藤倉大、山田和樹                                  |
| 7月5日（日）   | 20世紀・現代音楽の系譜 第6回 スクリャービンの神秘主義                     |                                                           |
| 7月12日（日）  | 20世紀・現代音楽の系譜 第7回 サティー・秘教とパロディ                     |                                                           |
| 7月19日（日）  | 選 最近の公演から▽現代奏造Tokyo 室内楽演奏会(1)                           |                                                           |
| 7月26日（日）  | 選 最近の公演から▽現代奏造Tokyo 室内楽演奏会(2)                           |                                                           |
| 8月2日（日）   | 20世紀・現代音楽の系譜▽第8回 プロコフィエフの登場                         |                                                           |
| 8月9日（日）   | 20世紀・現代音楽の系譜▽第9回 ショスタコーヴィチのデビュー                 |                                                           |
| 8月16日（日）  | 最近の公演から▽いずみシンフォニエッタ大阪20周年記念公演＜その１＞         | ゲスト 作曲家…川島素晴                                    |
| 8月23日（日）  | 最近の公演から▽いずみシンフォニエッタ大阪20周年記念公演＜その２＞         | ゲスト ヴァイオリニスト相愛大学教授…小栗まち絵            |
| 8月30日（日）  | 最近の公演から▽いずみシンフォニエッタ大阪20周年記念公演＜その３＞         | ゲスト 指揮者…飯森範親                                    |
| 9月6日（日）   | 20世紀・現代音楽の系譜▽第10回 バルトークと現代音楽                        |                                                           |
| 9月13日（日）  | 20世紀・現代音楽の系譜▽第11回 ハチャトゥリアンと現代音楽                  |                                                           |
| 9月20日（日）  | 選 21世紀の様相▽ハイナー・ゲッベルス                                      |                                                           |
| 9月27日（日）  | 日本の秀作▽伊福部昭                                                       |                                                           |
| 10月4日（日）  | ▽武満徹とNHK（その１）                                                    |                                                           |
| 10月11日（日） | ▽武満徹とNHK（その２）                                                    |                                                           |
| 10月18日（日） | 選 最近の公演から▽山澤慧チェロ・リサイタル（1）                           |                                                           |
| 10月25日（日） | 選 最近の公演から▽山澤慧チェロ・リサイタル（2）                           |                                                           |
| 11月1日（日）  | 20世紀・現代音楽の系譜▽第12回 メシアンの語法                              |                                                           |
| 11月8日（日）  | 20世紀・現代音楽の系譜▽第13回 ケージの試み                                |                                                           |
| 11月15日（日） | シャリーノのフルート音響革命（１）                                        | ゲスト フルート奏者…若林かをり                            |
| 11月22日（日） | シャリーノのフルート音響革命（２）                                        | ゲスト フルート奏者…若林かをり                            |
| 11月29日（日） | 日本の秀作▽芥川也寸志                                                     |                                                           |
| 12月6日（日）  | 20世紀・現代音楽の系譜▽第14回 総音列技法とブーレーズの選択                |                                                           |
| 12月13日（日） | 20世紀・現代音楽の系譜▽第15回 シュトックハウゼンの方法論                  |                                                           |
| 12月20日（日） | 最近の公演から 會田瑞樹パーカッションリサイタル①                          |                                                           |
| 12月27日（日） | 最近の公演から 會田瑞樹パーカッションリサイタル②                          |                                                           |

### 2021年
| 放送日         | 内容                                                                     | 備考                           |
| -------------- | ------------------------------------------------------------------------ | ------------------------------ |
| 1月10日（日）  | 20世紀・現代音楽の系譜 第16回 クセナキスの数学的試み                     |                                |
| 1月17日（日）  | 20世紀・現代音楽の系譜 第17回 リゲティのミクロポリフォニー               |                                |
| 1月24日（日）  | 最近の公演から 松平敬バリトン・リサイタル「声のひとり旅」第1回           |                                |
| 1月31日（日）  | 最近の公演から 松平敬バリトン・リサイタル「声のひとり旅」第2回           |                                |
| 2月7日（日）   | 20世紀・現代音楽の系譜 第18回 ポーランド楽派その1 ルトスワフスキの音楽   |                                |
| 2月14日（日）  | 20世紀・現代音楽の系譜 第19回 ポーランド楽派その2 ペンデレツキの音楽     |                                |
| 2月21日（日）  | 最近の公演から 東京シンフォニエッタ「作曲家の横顔・武満徹」(1)           |                                |
| 2月28日（日）  | 最近の公演から 東京シンフォニエッタ「作曲家の横顔・武満徹」(2)           |                                |
| 3月7日（日）   | 21世紀の様相 松平頼暁の声楽作品特集①                                     |                                |
| 3月14日（日）  | 21世紀の様相 松平頼暁の声楽作品特集②                                     |                                |
| 3月21日（日）  | 新作委嘱シリーズ・日本人若手作曲家の競演 平川加恵                        |                                |
| 3月27日（日）  | 新作委嘱シリーズ・日本人若手作曲家の競演 久保哲朗                        |                                |
| 4月4日（日）   | 20世紀・現代音楽の系譜 第20回 ベリオの新ロマン主義                       |                                |
| 4月11日（日）  | 20世紀・現代音楽の系譜 第21回 ベリオの限界への挑戦                       |                                |
| 4月18日（日）  | 最近の公演から 2020年度武満徹作曲賞本選 演奏会(1)                        |                                |
| 4月25日（日）  | 最近の公演から 2020年度武満徹作曲賞本選 演奏会(2)                        |                                |
| 5月2日（日）   | 20世紀・現代音楽の系譜 第22回 ユン・イサンの音楽1 〈東洋の音響世界〉     |                                |
| 5月9日（日）   | 20世紀・現代音楽の系譜 第23回 ユン・イサンの音楽2 〈新たな表現主義〉     |                                |
| 5月16日（日）  | NHK電子音楽スタジオの遺産(1)                                             |                                |
| 5月23日（日）  | NHK電子音楽スタジオの遺産(2)                                             |                                |
| 5月30日（日）  | 藤倉大の現代音楽の楽しみ方                                               |                                |
| 6月6日（日）   | 20世紀・現代音楽の系譜 第24回 黛敏郎〜日本仏教の響き〈涅槃交響曲の世界〉 |                                |
| 6月13日（日）  | 20世紀・現代音楽の系譜 第25回 武満徹〜日本的感性の輝き〈音と沈黙の間で〉 |                                |
| 6月20日（日）  | 最近の公演から 2021年度武満徹作曲賞本選演奏会(1)                         |                                |
| 6月27日（日）  | 最近の公演から 2021年度武満徹作曲賞本選演奏会(2)                         |                                |
| 7月4日（日）   | 21世紀の様相 アンサンブル・ノマド特集(1)                                 |                                |
| 7月11日（日）  | 21世紀の様相 アンサンブル・ノマド特集(2)                                 |                                |
| 7月18日（日）  | NHK電子音楽スタジオの遺産(3)                                             |                                |
| 7月25日（日）  | NHK電子音楽スタジオの遺産(4)                                             |                                |
| 8月1日（日）   | 20世紀・現代音楽の系譜 第26回 ライリーとグラスの反復音楽                 |                                |
| 8月8日（日）   | 20世紀・現代音楽の系譜 第26回 ライヒの技法                               |                                |
| 8月15日（日）  | N響 Music Tomorrow 2021(第1回)                                           |                                |
| 8月22日（日）  | N響 Music Tomorrow 2021(第2回)                                           |                                |
| 8月29日（日）  | 望月京の現代音楽の楽しみ方                                               |                                |
| 9月5日（日）   | 20世紀・現代音楽の系譜 第28回 新たな単純性～キラールとグレツキ           |                                |
| 9月12日（日）  | 20世紀・現代音楽の系譜 第29回 ペルトのティンティナブリ様式               |                                |
| 9月19日（日）  | アンコール シャリーノのフルート音響革命(1)                               | 2020年11月15日放送分の再放送。 |
| 9月26日（日）  | アンコール シャリーノのフルート音響革命(2)                               | 2020年11月22日放送分の再放送。 |
| 10月3日（日）  | 20世紀・現代音楽の系譜 第30回 ジョージ・クラムの幻想世界                 |                                |
| 10月10日（日） | 20世紀・現代音楽の系譜 第31回 ジョン・コリリャーノの融合手法             |                                |
| 10月17日（日） | 最近の公演から 第31回芥川也寸志サントリー作曲賞選考演奏会(1)             |                                |
| 10月24日（日） | 最近の公演から 第31回芥川也寸志サントリー作曲賞選考演奏会(2)             |                                |
| 10月31日（日） | 藤倉大 オンラインで生まれる新しい音                                      |                                |
| 11月7日（日）  | 20世紀・現代音楽の系譜 第32回 モートン・フェルドマンの浮遊する弱音       |                                |
| 11月14日（日） | 20世紀・現代音楽の系譜 第33回 ギャビン・ブライヤーズの転写術             |                                |
| 11月21日（日） | 最近の公演から 篠原眞 室内楽作品個展(1)                                  |                                |
| 11月28日（日） | 最近の公演から 篠原眞 室内楽作品個展(2)                                  |                                |
| 12月5日（日）  | 20世紀・現代音楽の系譜 第34回 ノーノの政治的主張と沈黙                   |                                |
| 12月12日（日） | 20世紀・現代音楽の系譜 第35回 シェルシの一音凝視                         |                                |
| 12月19日（日） | 最近の公演から 四人組とその仲間たち(1)                                   |                                |
| 12月26日（日） | 最近の公演から 四人組とその仲間たち(2)                                   |                                |

### 2022年
| 放送日         | 内容                                                                                   | 備考                                                 |
| -------------- | -------------------------------------------------------------------------------------- | ---------------------------------------------------- |
| 1月9日（日）   | 20世紀・現代音楽の系譜 第36回 シュニトケのポリスタイル                                 |                                                      |
| 1月16日（日）  | 休止                                                                                   | トンガ沖海底火山噴火に伴う津波関連のニュースのため。 |
| 1月23日（日）  | 最近の公演から 拡張するトリオの音空間(1)                                               |                                                      |
| 1月30日（日）  | 最近の公演から 拡張するトリオの音空間(2)                                               |                                                      |
| 2月6日（日）   | 望月京 人間を知るために～現代音楽の楽しみ(2)                                           |                                                      |
| 2月13日（日）  | 20世紀・現代音楽の系譜 第37回 魂のノスタルジー：ギーガーの中世的瞑想                   |                                                      |
| 2月20日（日）  | 最近の公演から 東京シンフォニエッタ定期演奏会(1)                                       | ゲスト：板倉康明（東京シンフォニエッタ音楽監督）     |
| 2月27日（日）  | 最近の公演から 東京シンフォニエッタ定期演奏会(2)                                       | ゲスト：板倉康明（東京シンフォニエッタ音楽監督）     |
| 3月6日（日）   | 20世紀・現代音楽の系譜 第38回 オペラの変容：リゲティの「グラン・マカーブル」の異形世界 |                                                      |
| 3月13日（日）  | 20世紀・現代音楽の系譜 第39回 都市と言語:ゲッベルスの描出力                            | シリーズ最終回。                                     |
| 3月20日（日）  | 新作委嘱 ▽若手作曲家への新作委嘱 井上渚「開扉の香り」                                  | ゲスト：井上渚                                       |
| 3月27日（日）  | 新作委嘱 ▽若手作曲家への新作委嘱 杉本友樹「切り斑めく」                                | ゲスト：杉本友樹                                     |
| 4月3日（日）   | 日本の作曲家(1) 増本伎共子                                                             | 新シリーズ。                                         |
| 4月10日（日）  | 日本の作曲家(2) 志田笙子                                                               |                                                      |
| 4月17日（日）  | 最近の公演から 矢沢朋子 エレクトロ・アコースティック・ミュージック(1)                  |                                                      |
| 4月24日（日）  | 最近の公演から 矢沢朋子 エレクトロ・アコースティック・ミュージック(2)                  |                                                      |
| 5月1日（日）   | 演奏家に聞く 高橋アキ(1)                                                               | ゲスト：高橋アキ                                     |
| 5月8日（日）   | 演奏家に聞く 高橋アキ(2)                                                               | ゲスト：高橋アキ                                     |
| 5月15日（日）  | 最近の公演から ▽松平頼暁 90歳の肖像(1)                                                 |                                                      |
| 5月22日（日）  | 最近の公演から ▽松平頼暁 90歳の肖像(2)                                                 |                                                      |
| 5月29日（日）  | 川島素晴の「ここが楽しい！現代音楽」 ▽微分音を奏でる新楽器                             | 新シリーズ。日曜日が5回ある月の最終週に放送。        |
| 6月5日（日）   | 日本の作曲家(3) 松下真一                                                               |                                                      |
| 6月12日（日）  | 日本の作曲家(4) 下山一二三                                                             |                                                      |
| 6月19日（日）  | NHK電子音楽スタジオの遺産(5)                                                           |                                                      |
| 6月26日（日）  | NHK電子音楽スタジオの遺産(6)                                                           |                                                      |
| 7月3日（日）   | 日本の作曲家(5) 福島和夫                                                               |                                                      |
| 7月10日（日）  | 最近の公演から 2022年度武満徹作曲賞本選演奏会(1)                                       |                                                      |
| 7月17日（日）  | 最近の公演から 2022年度武満徹作曲賞本選演奏会(2)                                       |                                                      |
| 7月24日（日）  | 川島素晴の「ここが楽しい！現代音楽」 ▽ベートーヴェン                                   |                                                      |
| 7月31日（日）  | 指揮者・下野竜也を招いて（「吹奏楽のひびき」との連携企画」）                           | ゲスト：下野竜也                                     |
| 8月7日（日）   | 日本の作曲家(6) 甲斐説宗                                                               |                                                      |
| 8月14日（日）  | 日本の作曲家(7) 水野修孝                                                               |                                                      |
| 8月21日（日）  | 最近の公演から N響ミュージック・トゥモロー2022(1)                                      |                                                      |
| 8月28日（日）  | 最近の公演から N響ミュージック・トゥモロー2022(2)                                      |                                                      |
| 9月4日（日）   | 日本の作曲家(8) 塩見允枝子                                                             |                                                      |
| 9月11日（日）  | 日本の作曲家(9) 福士則夫                                                               |                                                      |
| 9月18日（日）  | 最近の公演から 東京シンフォニエッタ第51回定期演奏会(1)                                 |                                                      |
| 9月25日（日）  | 最近の公演から 東京シンフォニエッタ第51回定期演奏会(2)                                 |                                                      |
| 10月2日（日）  | 日本の作曲家(10) 三輪眞弘                                                              |                                                      |
| 10月9日（日）  | 日本の作曲家(11) 久留智之                                                              |                                                      |
| 10月16日（日） | 最近の公演から 第32回芥川也寸志サントリー作曲賞選考演奏会(1)                           |                                                      |
| 10月23日（日） | 最近の公演から 第32回芥川也寸志サントリー作曲賞選考演奏会(2)                           |                                                      |
| 10月30日（日） | 川島素晴のここが楽しい！現代音楽                                                       |                                                      |
| 11月6日（日）  | 作曲家・一柳慧をしのんで(1)                                                            |                                                      |
| 11月13日（日） | 作曲家・一柳慧をしのんで(2)                                                            |                                                      |
| 11月20日（日） | 作曲家・一柳慧をしのんで(3)                                                            |                                                      |
| 11月27日（日） | 最近の公演より 松下功メモリアル・コンサート(1)                                         |                                                      |

### 解説者
- 白石美雪（2023年10月 - ）
- 川島素晴（現代音楽作曲家）（2022年5月 - ）

「川島素晴のここが楽しい！現代音楽」担当。月の放送が5回ある時の最終週を担当。
過去の解説者
- 猿谷紀郎（2009年4月 - 2015年3月）
- 西村朗（2005年4月 - 2009年3月、2015年4月 - 2023年9月[注釈 1]）
- 西村朗・白石美雪（2003年4月 - 2005年3月）
- 白石美雪（1996年ごろ - 2003年3月）
- 近藤譲
- NHKアナウンサー（1991年ごろ - 1996年ごろ）
- 丹羽正明[5]
- 上浪渡
- 柴田南雄

## 過去の放送時間
- 2013年4月 - 2015年3月 毎週土曜日 6:00 - 6:55
- 1999年4月 - 2013年3月 毎週日曜日 18:00 - 18:50
- 1996年ごろ - 1999年3月 毎週土曜日 21:30 - 22:30 （後番組に『世界の民族音楽』<22:30 - 23:00>を放送していた）
- 1996年ごろまで 毎週日曜日 23:00 - 24:00 （この番組が1日の最後であり、その後局名告知が流れて放送終了した）

## テーマ曲
以前まで、番組の冒頭でテーマ音楽としてバッハ＝ウェーベルンの「6声のリチェルカーレ」、1980年代から1995年まで助川敏弥の電子音楽、1990年代後半から2000年代前半まではケヴィン・ヴォランズの弦楽四重奏曲「ホワイトマン・スリープス」の第2楽章、また猿谷紀郎が担当していた期間はロバート・モーランの「薔薇の砂漠」が用いられていた。トーマス・アデスの "In Seven Days" for piano, video-installation and orchestraの曲頭の時期は2010年代である。2023年現在のテーマ曲はSteve Reich - Runner: I. Sixteenthsである。

## 新作委嘱シリーズ
2017年度より番組が若手作曲家にオーケストラ曲を委嘱する「新作委嘱」シリーズが開始。
| 放送日              | 作曲家     | 作品名                                |
| ------------------- | ---------- | ------------------------------------- |
| 2018年3月4日（日）  | 辻田絢菜   | CollectionismⅪ/Sidhe for orchestra    |
| 2018年3月11日（日） | 網守将平   | Attack on Listening                   |
| 2018年3月18日（日） | 小出稚子   | 南の雨に耽る                          |
| 2019年6月2日（日）  | 稲森安太己 | 思惑 大アンサンブルのための           |
| 2021年3月21日（日） | 平川加恵   | Symphonic Drive                       |
| 2021年3月28日（日） | 久保哲朗   | かぎろひうつろふ 40人の音楽家のための |
| 2022年3月20日（日） | 井上渚     | 開扉の香り                            |
| 2022年3月27日（日） | 杉本友樹   | 切り斑めく～in Layers                 |
| 2023年3月19日（日） | 東俊介     | 物体～オーケストラのための～          |
| 2023年3月26日（日） | 向井響     | 機械の肌V～オーケストラのための～     |
| 2024年3月10日（日） | 松本真結子 | 流転の星々                            |
| 2024年3月17日（日） | 波立裕矢   | THE ANTHEM FROM SUSHI LAND            |
| 2025年3月9日（日）  | 石川健人   | Addictive Circuit                     |